# Borjakī
Borjakī (persiska: بُرجَكی, برجکی) är en ort i Iran.   Den ligger i provinsen Hamadan, i den nordvästra delen av landet, 300 km väster om huvudstaden Teheran. Borjakī ligger 1 462 meter över havet och antalet invånare är 168.
Terrängen runt Borjakī är kuperad västerut, men österut är den platt. Borjakī ligger nere i en dal.Runt Borjakī är det ganska tätbefolkat, med 93 invånare per kvadratkilometer. Närmaste större samhälle är Gīvakī, 7,5 km sydost om Borjakī. Trakten runt Borjakī består i huvudsak av gräsmarker.